# Roue tourangelle 2019
La 18e édition de la Roue tourangelle a lieu le 7 avril 2019. La course fait partie du calendrier UCI Europe Tour 2019 en catégorie 1.1. C'est également la cinquième épreuve de la Coupe de France de cyclisme sur route 2019.

## Présentation

### Équipes
Classée en catégorie 1.1 de l'UCI Europe Tour, la Roue tourangelle est par conséquent ouvert aux WorldTeams dans la limite de 50 % des équipes participantes, aux équipes continentales professionnelles, aux équipes continentales et aux équipes nationales.
Dix-neuf équipes participent à la course - deux WorldTeams, douze équipes continentales professionnelles et cinq équipes continentales :
| WorldTeams (2)- AG2R La Mondiale - Groupama-FDJ Équipes continentales professionnelles (12)- Cofidis, Solutions Crédits - Direct Énergie - Vital Concept-B&B Hotels - Arkéa-Samsic - Delko-Marseille Provence - Androni Giocattoli-Sidermec - Rally UHC Cycling - Israel Cycling Academy - Euskadi Basque Country-Murias - Caja Rural-Seguros RGA - Manzana Postobón - Wallonie Bruxelles Équipes continentales (5)- Natura4Ever-Roubaix Lille Métropole - Saint Michel-Auber 93 - Team Vorarlberg-Santic - Swiss Racing Academy - Amore & Vita-Prodir |
| |

## Classements

### Classement final
| \| Classement général \| Classement général \| Classement général \| Classement général \| Classement général \| \| Coureur \| Coureur \| Pays \| Équipe \| Temps \| \| ------------------ \| ------------------- \| ------------------ \| -------------------------- \| ------------------ \| \| 1er \| Lionel Taminiaux \| Belgique \| Wallonie Bruxelles \| 4 h 23 min 35 s \| \| 2e \| Robin Carpenter \| États-Unis \| Rally UHC Cycling \| + 0 s \| \| 3e \| Marc Sarreau \| France \| Groupama-FDJ \| + 12 s \| \| 4e \| Thomas Boudat \| France \| Direct Énergie \| + 12 s \| \| 5e \| Nacer Bouhanni \| France \| Cofidis, Solutions Crédits \| + 12 s \| \| 6e \| Bryan Coquard \| France \| Vital Concept-B&B Hotels \| + 14 s \| \| 7e \| Baptiste Planckaert \| Belgique \| Wallonie Bruxelles \| + 14 s \| \| 8e \| Samuel Dumoulin \| France \| AG2R La Mondiale \| + 14 s \| \| 9e \| Clément Russo \| France \| Arkéa-Samsic \| + 14 s \| \| 10e \| Kévin Le Cunff \| France \| Saint Michel-Auber 93 \| + 14 s \| |                     |            |                            |                 |
| |                     |            |                            |                 |
| Source : ProCyclingStats |                     |            |                            |                 |
| Classement général |                     |            |                            |                 |
| Coureur | Coureur             | Pays       | Équipe                     | Temps           |
| 1er | Lionel Taminiaux    | Belgique   | Wallonie Bruxelles         | 4 h 23 min 35 s |
| 2e | Robin Carpenter     | États-Unis | Rally UHC Cycling          | + 0 s           |
| 3e | Marc Sarreau        | France     | Groupama-FDJ               | + 12 s          |
| 4e | Thomas Boudat       | France     | Direct Énergie             | + 12 s          |
| 5e | Nacer Bouhanni      | France     | Cofidis, Solutions Crédits | + 12 s          |
| 6e | Bryan Coquard       | France     | Vital Concept-B&B Hotels   | + 14 s          |
| 7e | Baptiste Planckaert | Belgique   | Wallonie Bruxelles         | + 14 s          |
| 8e | Samuel Dumoulin     | France     | AG2R La Mondiale           | + 14 s          |
| 9e | Clément Russo       | France     | Arkéa-Samsic               | + 14 s          |
| 10e | Kévin Le Cunff      | France     | Saint Michel-Auber 93      | + 14 s          |

### Classements UCI
La course attribue aux coureurs le même nombre des points pour l'UCI Europe Tour 2019 et le Classement mondial UCI.
| Position           | 1er | 2e | 3e | 4e | 5e | 6e | 7e | 8e | 9e | 10e | 11e | 12e | 13e à 15e | 16e à 25e |
| Classement général | 125 | 85 | 70 | 60 | 50 | 40 | 35 | 30 | 25 | 20  | 15  | 10  | 5         | 3         |

## Liste des participants
- Liste de départ complète

| Légende | Légende                                                                    | Légende | Légende                                                    |
| ------- | -------------------------------------------------------------------------- | ------- | ---------------------------------------------------------- |
| Num     | Dossard de départ porté par le coureur sur cette Roue tourangelle          | Pos     | Position à l'arrivée de la course                          |
|         | Indique un maillot de champion national ou mondial, suivi de sa spécialité | NP      | Indique un coureur qui n'a pas pris le départ de la course |
| AB      | Indique un coureur qui n'a pas terminé la course                           | HD      | Indique un coureur qui a terminé la course hors des délais |

| Groupama-FDJ GFC                    | Groupama-FDJ GFC         | Groupama-FDJ GFC |
| ----------------------------------- | ------------------------ | ---------------- |
| Num                                 | Coureur                  | Pos              |
| 1                                   | Marc Sarreau (FRA)       | 3e               |
| 2                                   | Daniel Hoelgaard (NOR)   | 81e              |
| 3                                   | Matthieu Ladagnous (FRA) | 36e              |
| 4                                   | Kevin Geniets (LUX)      | 78e              |
| 5                                   | Mickaël Delage (FRA)     | 22e              |
| 6                                   | Benjamin Thomas (FRA)    | 40e              |
| 7                                   | Benoît Vaugrenard (FRA)  | AB               |
| Directeur sportif : Thierry Bricaud |                          |                  |

| AG2R La Mondiale ALM             | AG2R La Mondiale ALM    | AG2R La Mondiale ALM |
| -------------------------------- | ----------------------- | -------------------- |
| Num                              | Coureur                 | Pos                  |
| 11                               | Geoffrey Bouchard (FRA) | 44e                  |
| 12                               | Benoît Cosnefroy (FRA)  | AB                   |
| 13                               | Samuel Dumoulin (FRA)   | 8e                   |
| 14                               | François Bidard (FRA)   | 31e                  |
| 15                               | Alexis Gougeard (FRA)   | 74e                  |
| 16                               | Quentin Jauregui (FRA)  | 14e                  |
| 17                               | Nans Peters (FRA)       | 46e                  |
| Directeur sportif : Cyril Dessel |                         |                      |

| Cofidis COF                          | Cofidis COF               | Cofidis COF |
| ------------------------------------ | ------------------------- | ----------- |
| Num                                  | Coureur                   | Pos         |
| 21                                   | Nacer Bouhanni (FRA)      | 5e          |
| 22                                   | Mathias Le Turnier (FRA)  | 70e         |
| 23                                   | Hugo Hofstetter (FRA)     | 73e         |
| 24                                   | Victor Lafay (FRA)        | AB          |
| 25                                   | Pierre-Luc Périchon (FRA) | 72e         |
| 26                                   | Geoffrey Soupe (FRA)      | 24e         |
| 27                                   |                           |             |
| Directeur sportif : Jean-Luc Jonrond |                           |             |

| Total Direct Énergie TDE         | Total Direct Énergie TDE | Total Direct Énergie TDE |
| -------------------------------- | ------------------------ | ------------------------ |
| Num                              | Coureur                  | Pos                      |
| 31                               | Thomas Boudat (FRA)      | 4e                       |
| 32                               | Romain Cardis (FRA)      | 67e                      |
| 33                               | Jérôme Cousin (FRA)      | 71e                      |
| 34                               | Yohann Gène (FRA)        | AB                       |
| 35                               | Axel Journiaux (FRA)     | 48e                      |
| 36                               | Paul Ourselin (FRA)      | 28e                      |
| 37                               | Simon Sellier (FRA)      | 98e                      |
| Directeur sportif : Thibaut Macé |                          |                          |

| Vital Concept-B&B Hotels VCB          | Vital Concept-B&B Hotels VCB | Vital Concept-B&B Hotels VCB |
| ------------------------------------- | ---------------------------- | ---------------------------- |
| Num                                   | Coureur                      | Pos                          |
| 41                                    | Bryan Coquard (FRA)          | 6e                           |
| 42                                    | Arnaud Courteille (FRA)      | 80e                          |
| 43                                    | Corentin Ermenault (FRA)     | 75e                          |
| 44                                    | Marc Fournier (FRA)          | AB                           |
| 45                                    | Lorrenzo Manzin (FRA)        | 66e                          |
| 46                                    | Justin Mottier (FRA)         | AB                           |
| 47                                    | Kévin Réza (FRA)             | 38e                          |
| Directeur sportif : Yvonnick Bolgiani |                              |                              |

| Delko Marseille Provence DMP        | Delko Marseille Provence DMP   | Delko Marseille Provence DMP |
| ----------------------------------- | ------------------------------ | ---------------------------- |
| Num                                 | Coureur                        | Pos                          |
| 51                                  | Joseph Areruya (RWA)           | 92e                          |
| 52                                  | Julien El Fares (FRA)          | 16e                          |
| 53                                  | Eduard-Michael Grosu (ROU)     | 79e                          |
| 54                                  | Alexis Guérin (FRA)            | 54e                          |
| 55                                  | Przemysław Kasperkiewicz (POL) | 55e                          |
| 56                                  | Jérémy Leveau (FRA)            | AB                           |
| 57                                  | Fabien Schmidt (FRA)           | 13e                          |
| Directeur sportif : Andy Flickinger |                                |                              |

| Arkéa-Samsic PCB              | Arkéa-Samsic PCB       | Arkéa-Samsic PCB |
| ----------------------------- | ---------------------- | ---------------- |
| Num                           | Coureur                | Pos              |
| 61                            | Franck Bonnamour (FRA) | 68e              |
| 62                            | Maxime Daniel (FRA)    | 101e             |
| 63                            | Florian Vachon (FRA)   | 39e              |
| 64                            | Jérémy Maison (FRA)    | 49e              |
| 65                            | Bram Welten (NED)      | 20e              |
| 66                            | Alan Riou (FRA)        | AB               |
| 67                            | Clément Russo (FRA)    | 9e               |
| Directeur sportif : Yvon Caër |                        |                  |

| Androni Giocattoli-Sidermec ANS      | Androni Giocattoli-Sidermec ANS | Androni Giocattoli-Sidermec ANS |
| ------------------------------------ | ------------------------------- | ------------------------------- |
| Num                                  | Coureur                         | Pos                             |
| 71                                   | Julián Cardona (COL)            | AB                              |
| 72                                   | Leonardo Fedrigo (ITA)          | AB                              |
| 73                                   | Mattia Frapporti (ITA)          | 64e                             |
| 74                                   | Matteo Busato (ITA)             | 41e                             |
| 75                                   | Matteo Spreafico (ITA)          | 76e                             |
| 76                                   | Andrea Vendrame (ITA)           | 11e                             |
| 77                                   | Mattia Viel (ITA)               | 97e                             |
| Directeur sportif : Giampaolo Cheula |                                 |                                 |

| Rally UHC RLY                    | Rally UHC RLY             | Rally UHC RLY |
| -------------------------------- | ------------------------- | ------------- |
| Num                              | Coureur                   | Pos           |
| 81                               | Ryan Anderson (CAN)       | 29e           |
| 82                               | Robin Carpenter (USA)     | 2e            |
| 83                               | Pier-André Côté (CAN)     | AB            |
| 84                               | Matteo Dal-Cin (CAN)      | AB            |
| 85                               | Adam de Vos (CAN) (Route) | 27e           |
| 86                               | Nigel Ellsay (CAN)        | 60e           |
| 87                               | Emerson Oronte (USA)      | 100e          |
| Directeur sportif : Jonas Carney |                           |               |

| Israel Cycling Academy ICA       | Israel Cycling Academy ICA | Israel Cycling Academy ICA |
| -------------------------------- | -------------------------- | -------------------------- |
| Num                              | Coureur                    | Pos                        |
| 101                              | Rudy Barbier (FRA)         | 30e                        |
| 102                              | Matthias Brändle (AUT)     | 59e                        |
| 103                              | Clément Carisey (FRA)      | 69e                        |
| 104                              | Alexander Cataford (CAN)   | 34e                        |
| 105                              |                            |                            |
| 106                              | Roy Goldstein (ISR)        | 57e                        |
| 107                              |                            |                            |
| Directeur sportif : Lionel Marie |                            |                            |

| Euskadi Basque Country-Murias EUS          | Euskadi Basque Country-Murias EUS | Euskadi Basque Country-Murias EUS |
| ------------------------------------------ | --------------------------------- | --------------------------------- |
| Num                                        | Coureur                           | Pos                               |
| 111                                        | Mikel Aristi (ESP)                | AB                                |
| 112                                        | José Daniel Viejo (ESP)           | AB                                |
| 113                                        | Cyril Barthe (FRA)                | 52e                               |
| 114                                        | Gotzon Udondo (ESP)               | 102e                              |
| 115                                        | Ander Barrenetxea (ESP)           | AB                                |
| 116                                        | Juan Antonio López-Cózar (ESP)    | 91e                               |
| 117                                        | Beñat Intxausti (ESP)             | AB                                |
| Directeur sportif : David Echavarri Miñano |                                   |                                   |

| Manzana Postobón MZN                      | Manzana Postobón MZN    | Manzana Postobón MZN |
| ----------------------------------------- | ----------------------- | -------------------- |
| Num                                       | Coureur                 | Pos                  |
| 121                                       | Diego Ochoa (COL)       | 47e                  |
| 122                                       | Bryan Gómez (COL)       | 17e                  |
| 123                                       | Carlos Chía (COL)       | AB                   |
| 124                                       | Jhonatan Restrepo (COL) | 85e                  |
| 125                                       | Jordan Parra (COL)      | 50e                  |
| 126                                       | Omar Mendoza (COL)      | 61e                  |
| 127                                       | Juan José Amador (COL)  | 99e                  |
| Directeur sportif : Óscar de Jesús Vargas |                         |                      |

| Caja Rural-Seguros RGA CJR         | Caja Rural-Seguros RGA CJR | Caja Rural-Seguros RGA CJR |
| ---------------------------------- | -------------------------- | -------------------------- |
| Num                                | Coureur                    | Pos                        |
| 131                                | Matteo Malucelli (ITA)     | 62e                        |
| 132                                | Alan Banaszek (POL)        | AB                         |
| 133                                | Sebastián Mora (ESP)       | 63e                        |
| 134                                | Mauricio Moreira (URU)     | 56e                        |
| 135                                | Xavier Cañellas (ESP)      | 90e                        |
| 136                                | Nelson Soto (COL)          | 43e                        |
| 137                                |                            |                            |
| Directeur sportif : Rubén Martínez |                            |                            |

| Wallonie Bruxelles WVA             | Wallonie Bruxelles WVA    | Wallonie Bruxelles WVA |
| ---------------------------------- | ------------------------- | ---------------------- |
| Num                                | Coureur                   | Pos                    |
| 141                                | Franklin Six (BEL)        | 45e                    |
| 142                                | Kenny Molly (BEL)         | 42e                    |
| 143                                | Aksel Nõmmela (EST)       | 77e                    |
| 144                                | Baptiste Planckaert (BEL) | 7e                     |
| 145                                | Ludovic Robeet (BEL)      | 51e                    |
| 146                                | Lionel Taminiaux (BEL)    | 1er                    |
| 147                                | Tom Wirtgen (LUX)         | 37e                    |
| Directeur sportif : Olivier Kaisen |                           |                        |

| Natura4Ever-Roubaix-Lille Métropole NRL | Natura4Ever-Roubaix-Lille Métropole NRL | Natura4Ever-Roubaix-Lille Métropole NRL |
| --------------------------------------- | --------------------------------------- | --------------------------------------- |
| Num                                     | Coureur                                 | Pos                                     |
| 151                                     | Pierre Barbier (FRA)                    | 15e                                     |
| 152                                     | Thibault Ferasse (FRA)                  | 35e                                     |
| 153                                     | Tom Dernies (BEL)                       | 25e                                     |
| 154                                     | Pierre Idjouadiene (FRA)                | 26e                                     |
| 155                                     | Christophe Masson (FRA)                 | AB                                      |
| 156                                     | Thomas Vaubourzeix (FRA)                | AB                                      |
| 157                                     | Emiel Vermeulen (BEL)                   | 93e                                     |
| Directeur sportif : Frédéric Delcambre  |                                         |                                         |

| Saint Michel-Auber 93 AUB          | Saint Michel-Auber 93 AUB | Saint Michel-Auber 93 AUB |
| ---------------------------------- | ------------------------- | ------------------------- |
| Num                                | Coureur                   | Pos                       |
| 161                                | Romain Feillu (FRA)       | AB                        |
| 162                                | Tony Hurel (FRA)          | 82e                       |
| 163                                | Alo Jakin (EST) (Route)   | 32e                       |
| 164                                | Kévin Le Cunff (FRA)      | 10e                       |
| 165                                | Anthony Maldonado (FRA)   | 12e                       |
| 166                                | Yoann Paillot (FRA)       | 58e                       |
| 167                                | Flavien Maurelet (FRA)    | 83e                       |
| Directeur sportif : Stephan Gaudry |                           |                           |

| Vorarlberg-Santic VBG             | Vorarlberg-Santic VBG   | Vorarlberg-Santic VBG |
| --------------------------------- | ----------------------- | --------------------- |
| Num                               | Coureur                 | Pos                   |
| 171                               | Patrick Schelling (SUI) | 23e                   |
| 172                               | José Manuel Díaz (ESP)  | 87e                   |
| 173                               | Davide Orrico (ITA)     | 89e                   |
| 174                               | Jannik Steimle (GER)    | 65e                   |
| 175                               | Colin Stüssi (SUI)      | 19e                   |
| 176                               | Roland Thalmann (SUI)   | 18e                   |
| 177                               | Gordian Banzer (SUI)    | 33e                   |
| Directeur sportif : Werner Salmen |                         |                       |

| Swiss Racing Academy SRA              | Swiss Racing Academy SRA | Swiss Racing Academy SRA |
| ------------------------------------- | ------------------------ | ------------------------ |
| Num                                   | Coureur                  | Pos                      |
| 181                                   | Cyrille Thièry (SUI)     | 84e                      |
| 182                                   | Gian Friesecke (SUI)     | 53e                      |
| 183                                   | Alex Vogel (SUI)         | AB                       |
| 184                                   | Raphael Krähemann (SUI)  | AB                       |
| 185                                   | Mauro Schmid (SUI)       | 21e                      |
| 186                                   | Lukas Rüegg (SUI)        | AB                       |
| 187                                   | Fabian Paumann (SUI)     | 95e                      |
| Directeur sportif : Marcello Albasini |                          |                          |

| Amore & Vita-Prodir AMO               | Amore & Vita-Prodir AMO | Amore & Vita-Prodir AMO |
| ------------------------------------- | ----------------------- | ----------------------- |
| Num                                   | Coureur                 | Pos                     |
| 191                                   | Kristers Ansons (LAT)   | 94e                     |
| 192                                   | Jan-André Freuler (SUI) | 86e                     |
| 193                                   | Kristaps Pelčers (LAT)  | AB                      |
| 194                                   | Deins Kaņepējs (LAT)    | 96e                     |
| 195                                   |                         |                         |
| 196                                   | Maxence Moncassin (FRA) | 88e                     |
| 197                                   |                         |                         |
| Directeur sportif : Roberto Marchetti |                         |                         |